# Nerudy
Nerudy jsou třída nerostů, zpravidla definovaná v souvislosti s těžbou. Obecně jsou komplementem rud, tedy kovových surovin, a mělo by se tedy jednat o nekovy, ale kritériem může být i vzhled. Z toho důvodu se mezi nerudy běžně řadí třeba bauxit nebo magnezit, ačkoliv jsou zdroji kovů. Jinými významnými nerudnými surovinami jsou síra, fosfáty, kaolín, grafit, azbest, sádrovec a různé stavební suroviny.
Nerudné suroviny se dále dělí podle vlastností nebo způsobu použití, na suroviny chemické, sklářské, keramické, žáruvzdorné, brusiva, drahé nebo technické kameny.